# كهف أليس وجويندولين
كهف أليس وجويندولين هو كهف من الحجر الجيري في كلير، أيرلندا. يُعرف باسم موقع عظام الدب البني التي تحمل علامة الجزارة.